# Hechtia caerulea
Hechtia caerulea är en gräsväxtart som först beskrevs av Eizi Matuda, och fick sitt nu gällande namn av Lyman Bradford Smith. Hechtia caerulea ingår i släktet Hechtia och familjen Bromeliaceae. Inga underarter finns listade i Catalogue of Life.

## Bildgalleri

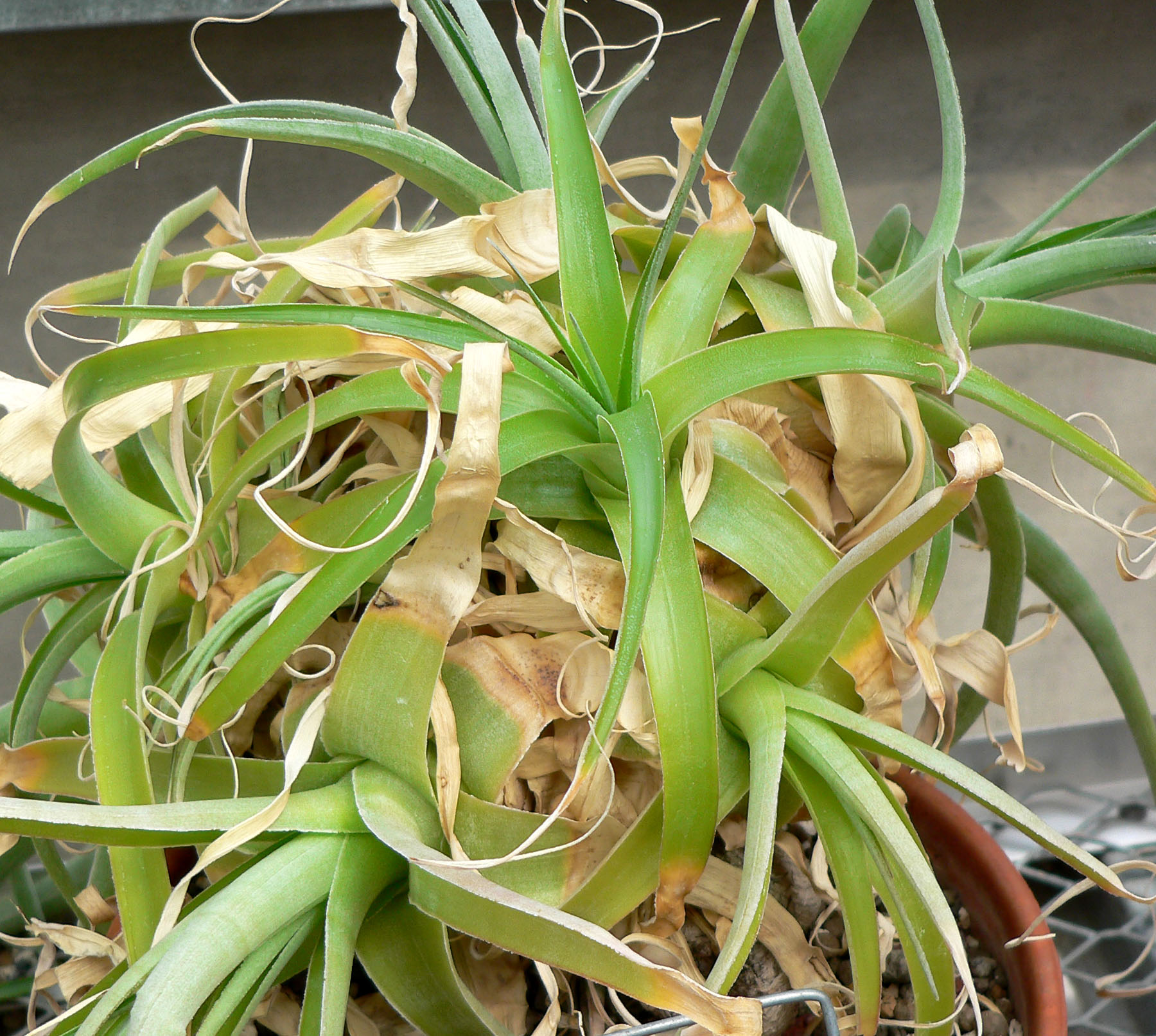
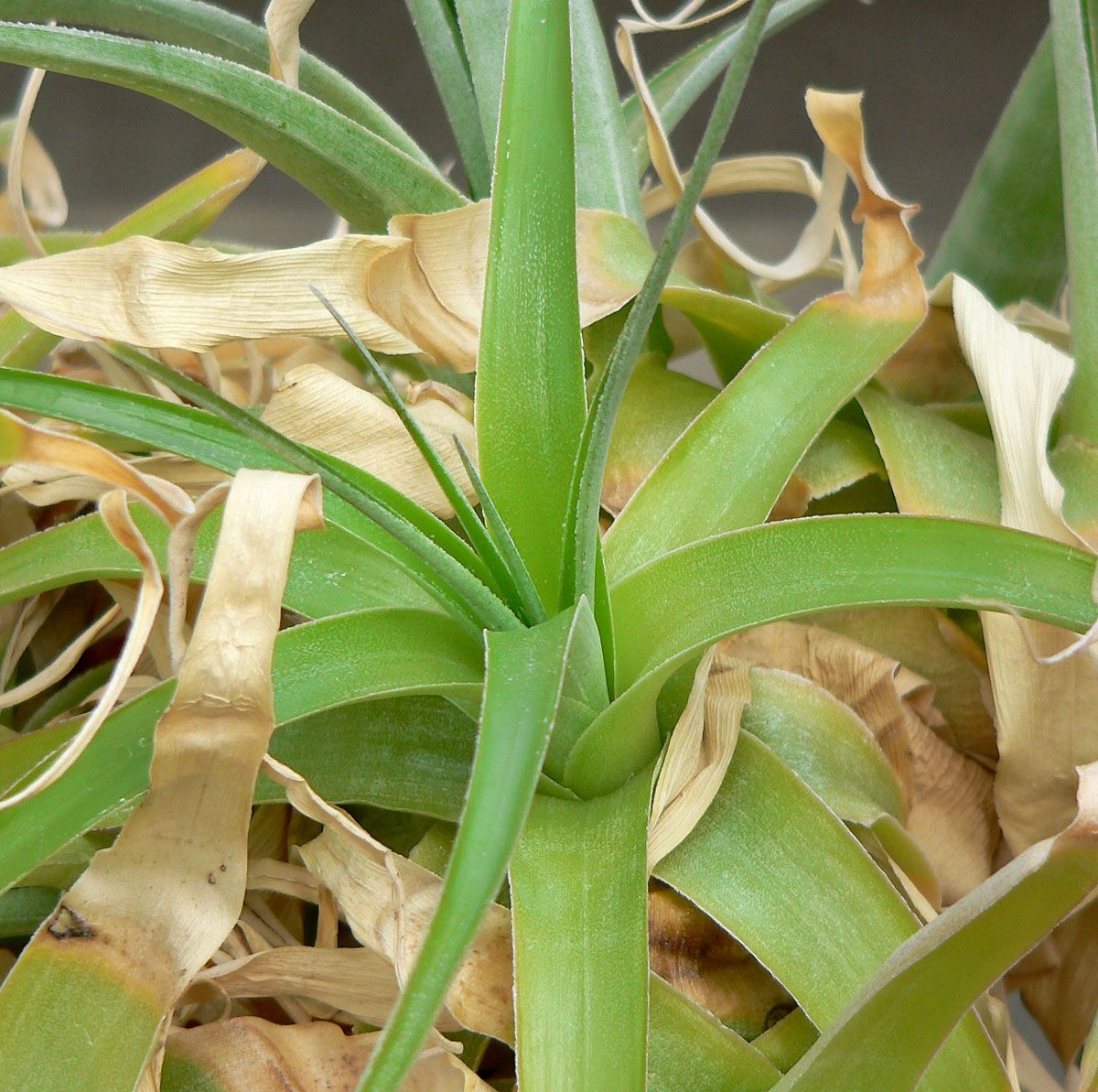